# Фрідріх Люті
Фрідріх Люті (нім. Friedrich Lüthi; 19 грудня 1850 — 16 березня 1913, Женева) — швейцарський стрілець, чемпіон Літніх Олімпійських ігор 1900.
На Літніх Олімпійських іграх Люті взяв участь у змаганнях зі стрільби з пістолета. В одиночному змаганні він посів сьоме місце, набравши 435 балів. У командному поєдинку швейцарець посів перше місце, вигравши золоті медалі. 

## Результати
Фрідріх Люті взяв участь тільки в одних Олімпійських іграх — 1900 року в Парижі. Записався до двох дисциплін, з яких в одній здобув золоту медаль. Швейцарець виграв її в стрільбі з довільного пістолета з відстані 50 метрів. .
Також у своїй кар'єрі спортсмен виграв три медалі на чемпіонатах світу, всі — в командних змаганнях. Був переможцем першого чемпіонату світу зі стрільби. .

### Олімпійські результати
| Олімпійські ігри | Дисципліна                      | Результат                             | Місце            | Джерело |
| ---------------- | ------------------------------- | ------------------------------------- | ---------------- | ------- |
| OІ 1900          | Довільний пістолет, 50 м        | 435 балів                             | 7Ex aequo (з 20) | [ 4 ]   |
| OІ 1900          | Довільний пістолет, 50 м (ком.) | 2271 бал (ком.), 435 балів (індивід.) | 1 (з 4)          | [ 5 ]   |

### Медалі здобуті на чемпіонатах світу
Опрацьовані на підставі джерел:
| Чемпіонат світу | Дисципліна                                        | Результат                            | Місце |
| --------------- | ------------------------------------------------- | ------------------------------------ | ----- |
| Ліон 1897       | Довільна гвинтівка з трьох положень, 300 м (ком.) | 2310? балів (ком.)                   | 1     |
| Турин 1898      | Довільна гвинтівка з трьох положень, 300 м (ком.) | 4216 балів                           | 3     |
| Париж 1900      | Довільний пістолет, 50 м (ком.)                   | 2271 бал (ком.), 432 бали (індивід.) | 1     |